# 林愛子
林爱子（日语：／ Hayashi Aiko，1993年11月17日—）生于大阪府大阪市，是一名日本女子花样游泳运动员，2015年毕业于芦屋大学。林爱子3岁时开始练习芭蕾舞，小学2年级时开始练习花样游泳。她曾以替补身份入选2016年里约奥运日本花样游泳队阵容，获得铜牌。她于2017年世锦赛后退役。